# El Mollar
El Mollar es una localidad y comuna rural argentina, la cual se encuentra en el departamento Tafí del Valle, en el oeste de la provincia de Tucumán, a 103 km de la capital provincial, San Miguel de Tucumán siguiendo la Ruta provincial N.º 307 que nace en la Ruta Nacional 38 en la localidad de Acheral.

## Toponimia
El mollar, voz quechua que deriva de molle (Schinus molle) un árbol de la flora local.

## Geografía
- Altitud: 2.141 m s. n. m.
- Coordenadas: 26°57′S 65°43′O / -26.950, -65.717

- La población de El Mollar se ubica prácticamente en el centro del Valle de Tafí, entre la falda del cerro Ñuñorco y a orillas del Dique La Angostura. Creció vigorosamente junto con todo el valle tafinisto y la zona del Valle Calchaquí, ligado al camino inaugurado en la década de 1940.

Una de las características principales de esta área es la existencia de restos arqueológicos de la antiquísima cultura Tafí (del 300 a. C. y 800 y de la diaguita (o cultura santamariana): morteros, pircas y menhires (del celta men=piedra hir=larga). Éstos, según arqueólogos, pudieron utilizarse para realizar mediciones astronómicas, relojes de sol o como símbolo de alguna jerarquía social o religiosa.
Durante el gobierno de facto militar, estos monumentos arqueológicos fueron desplazados de sus lugares originales y hoy están todos juntos en una loma que tiene el nombre de Parque Provincial de los Menhires. La justificación del gobierno militar fue que lo hicieron para evitar el robo y el vandalismo. Estos importantes monolitos de más de 2 milenios de antigüedad, algunos alcanzan los 3 metros de altura y 6 metros de ancho, presentan una de sus caras grabadas con diseños simbólicos de víboras y figuras humanas.

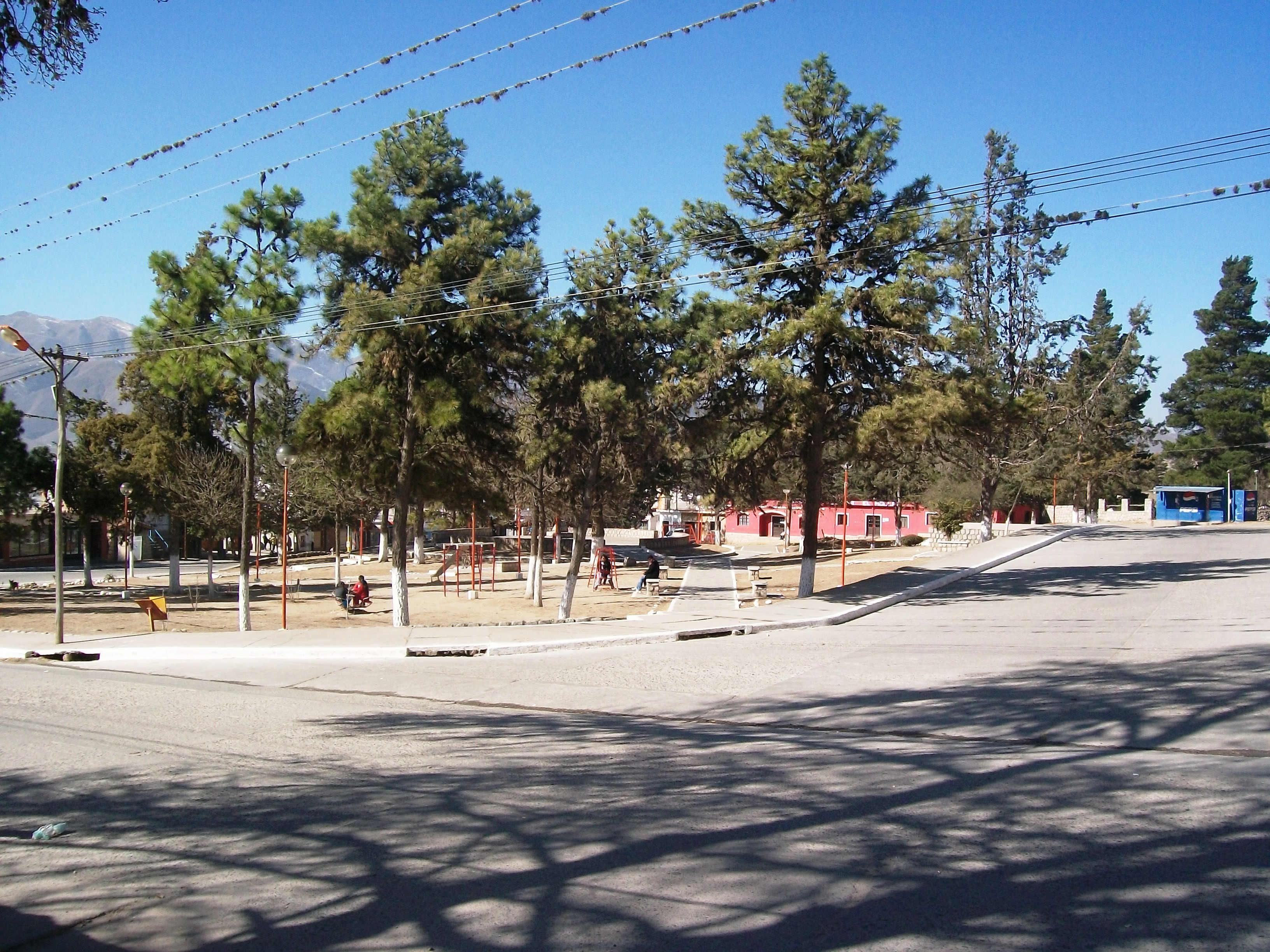
Plaza central, frente a la Reserva Arqueológica "Los Menhires"

Saliendo desde la ciudad de San Miguel de Tucumán, hacia el Mollar, la RN 38 va penetrando la selva tucumana, y se interna en la Quebrada de los Sosa (Reserva natural). La ruta pasa por tres parajes que son con curiosas geoformas, como "El Indio", "La Heladera", y "El Fin del Mundo".
En 1960, la imagen de la Virgen de Covadonga fue traída de España, y se la venera en una capilla.
Continuando al norte, se puede apreciar una vista panorámica de todo el valle, y seguir la ruta conduce a Tafí del Valle, Amaicha del Valle, las Ruinas de Quilmes, El Pichao, Colalao del Valle y Cafayate (esta última en la provincia de Salta y célebre por sus vinos).
Un evento a mencionar es la "Fiesta de la Verdura" que se realiza anualmente en enero.

## Población
Cuenta con 1,906 habitantes (Indec, 2010), lo que representa un incremento del 15% frente a los 1,655 habitantes (Indec, 2001) del censo anterior.
| Gráfica de evolución demográfica de El Mollar entre 1991 y 2010 |
|                                                                 |
| Fuente: Censos nacionales del INDEC                             |

## Museo Arqueológico Juan Bautista Ambrosetti
Se presentan imágenes y textos de los diferentes aspectos de los Valles Calchaquíes. Lleva el nombre del investigador que estudió los menhires y la Antigua ciudad de Quilmes.

## Planta de tratamiento de residuos urbanos
Construida en 2002, con fondos del Convenio de Compensación Ambiental entre la empresa "Minera Alumbrera" y el gobierno de la provincia.
La planta generó un "impacto ambiental negativo", por la proliferación de insectos.

## Sismicidad
La sismicidad del área de Tucumán (centro norte de Argentina) es frecuente y de intensidad baja, y un silencio sísmico de terremotos medios a graves cada 30 años.
- Sismo de 1861: aunque dicha actividad geológica catastrófica, ocurre desde épocas prehistóricas, el terremoto del 20 de marzo de 1861 (164 años) con 12.000 muertes,[2] señaló un hito importante dentro de la historia de eventos sísmicos argentinos ya que fue el más fuerte registrado y documentado en el país. A partir del mismo la política de los sucesivos gobiernos del norte y de Cuyo han ido extremando cuidados y restringiendo los códigos de construcción.[1] Y con el terremoto de San Juan de 1944 del 15 de enero de 1944 (81 años) los gobiernos tomaron estado de la enorme gravedad crónica de sismos de la región.
- Sismo de 1931: de 6,3 de intensidad, el cual destruyó parte de sus edificaciones y abrió numerosas grietas en la zona[2][1]